# Port lotniczy Adi Kejh
Port lotniczy Adi Kejh (ICAO: HHAK) – międzynarodowy port lotniczy położony w Adi Kejh. Jest szóstym co do wielkości portem lotniczym w Erytrei.